# Цепара
Цепара је насеље у Италији у округу Ористано, региону Сардинија.
Према процени из 2011. у насељу је живело 215 становника. Насеље се налази на надморској висини од 166 м.